# کریگ شکسپیر
کریگ رابرت شکسپیر (انگلیسی: Craig Robert Shakespeare؛ ۲۶ اکتبر ۱۹۶۳ – ۱ اوت ۲۰۲۴) یک بازیکن فوتبال سابق و سرمربی فوتبال اهل بریتانیا بود.
از باشگاه‌هایی که در آن بازی کرده‌است می‌توان به باشگاه فوتبال شفیلد ونزدی، باشگاه فوتبال والسال، باشگاه فوتبال گریمزبی تاون، باشگاه فوتبال اسکانتورپ یونایتد و باشگاه فوتبال وست برومویچ آلبیون اشاره کرد.